# 鄂畢河
鄂毕河（俄語：Обь，羅馬化：Ob'，IPA：[opʲ]，舊稱阿被河）為俄羅斯西伯利亚地區西部的一條主要河流，為該區三大河中最西侧，注入北冰洋鄂毕湾。其河口長度乃世上最長。

## 历史
现代研究显示，西西伯利亚北部6万年前就已解冻。鄂毕河注入大洋畅通无阻，旧石器时代晚期鄂毕河河谷地形就和现今地形相似。
俄罗斯人在猎人和商人同泽梁人向导翻越乌拉尔山脉时首次发现该河流。在叶尔马克征服西伯利亚前，鄂毕河周边地区被称为奥布多尔斯基（俄语：Обдорский）。
1187年下鄂毕河流域划入大诺夫哥罗德波丹内州（俄语：волости подданные），在其覆灭后转归莫斯科大公统治，从1502年开始，大公们在头衔中添加“奥布多尔的”和“尤戈尔的”。
1844年轮船运输业兴起，首艘轮船由商绅Н. Ф. 米亚斯尼科维经营。到1895年在鄂毕河及其支流上已有120艘轮船从事航运，其中大部分为私人所有。

## 不同的名称
鄂毕河在当地不同民族中有不同的名字，奥斯蒂亚克人（Ostyak）称为As, Yag, Kolta以及 Yema，萨莫耶德人（Samoyede）称为Kolta或者Kuay，西伯利亚鞑靼人称为Omar或者Umar。

## 地理

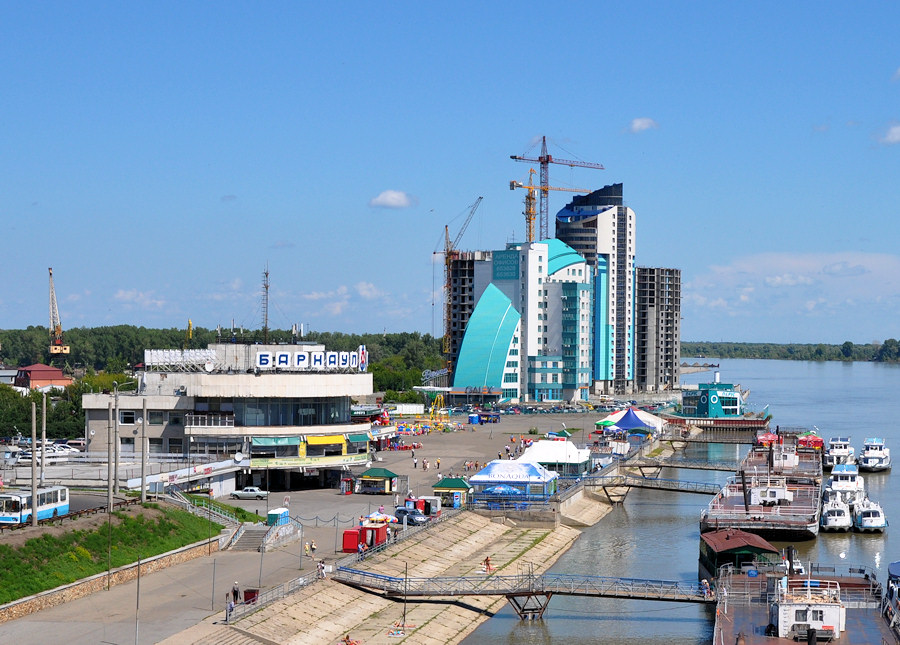
流經巴尔瑙尔的鄂毕河

鄂毕河长度为3650千米，流域面积達297萬平方千米。发源于阿尔泰山的比亚河和卡通河，在阿尔泰边疆区的比斯克西南汇流形成鄂毕河。比亚河发源于捷列茨科耶湖，卡通河则发源于别卢哈山的冰川。在到达北纬55°前，鄂毕河曲折向北或者向西流，然后向西北划出一个巨大的弧线，然后向北，最终向东注入鄂毕湾。鄂毕湾是一个连接北冰洋喀拉海的上千公里长的狭长海湾。鄂毕河由几条支流汇合而成，特别是在东经69度附近汇入的额尔齐斯河。额尔齐斯河发源于中国，如果把额尔齐斯河作为鄂毕河的源头，实际上会使得鄂毕河更长，从额尔齐斯河源头起到鄂毕湾，则额尔齐斯-鄂毕河将以5410公里的长度居于俄罗斯各河流的首位。其他值得提及的鄂毕河支流还包括：东岸的托木河、丘雷姆河、克季河、特姆河和瓦赫河；在西岸和南岸有瓦休甘河、汇合了伊希姆河和托博尔河的额尔齐斯河，和北索西瓦河。

## 人类利用
鄂毕河流域的可航行河段总长度将近15,000公里，经托博尔河，可以在秋明与叶卡捷琳堡-彼尔姆铁路相连，然后与俄罗斯腹心地带的卡马河与伏尔加河连接。鄂毕-额尔齐斯河组合水系的长度居亚洲第二位，大约为5,410公里。最大的港口是额尔齐斯河上的鄂木斯克，与西伯利亚大铁路相连。有运河与叶尼塞河相连。鄂毕河从巴尔瑙尔以南开始，每年11月初到隔年4月末都是冰封的，而距离河口160公里的萨列哈尔德以下，则从10月底到6月初结冰。鄂毕河中段从1845年起有蒸汽船航行。

## 参见

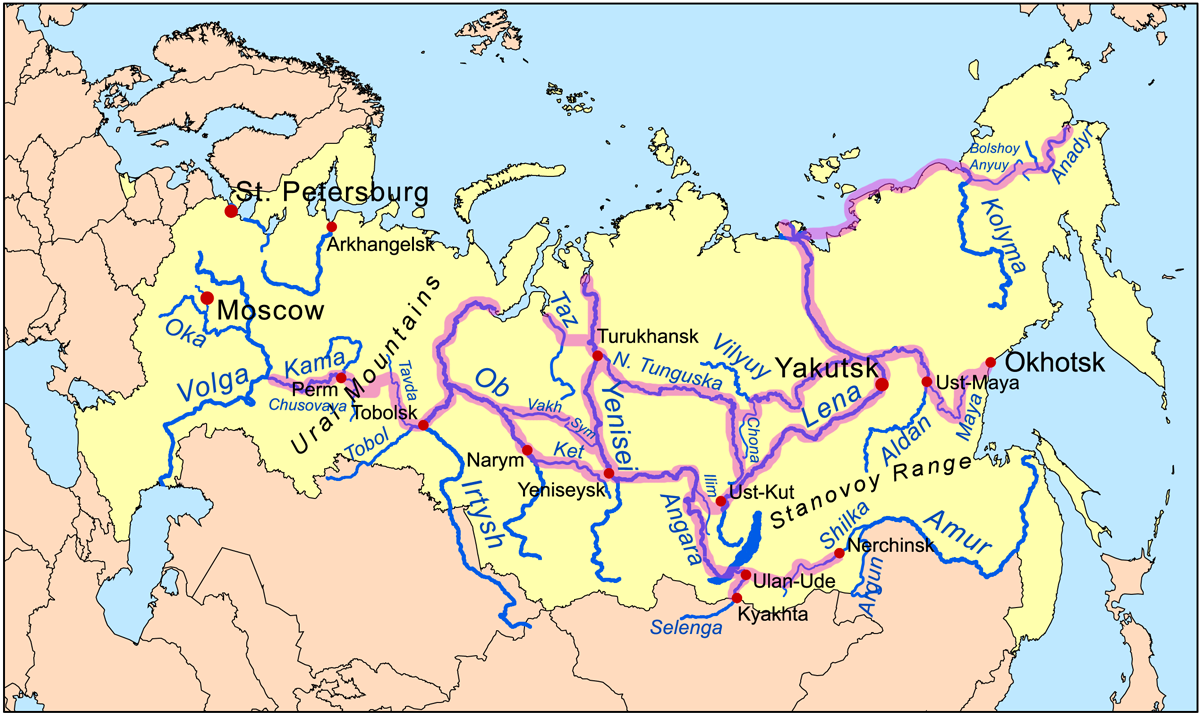
西伯利亞河道